# 조비너 랄스톤

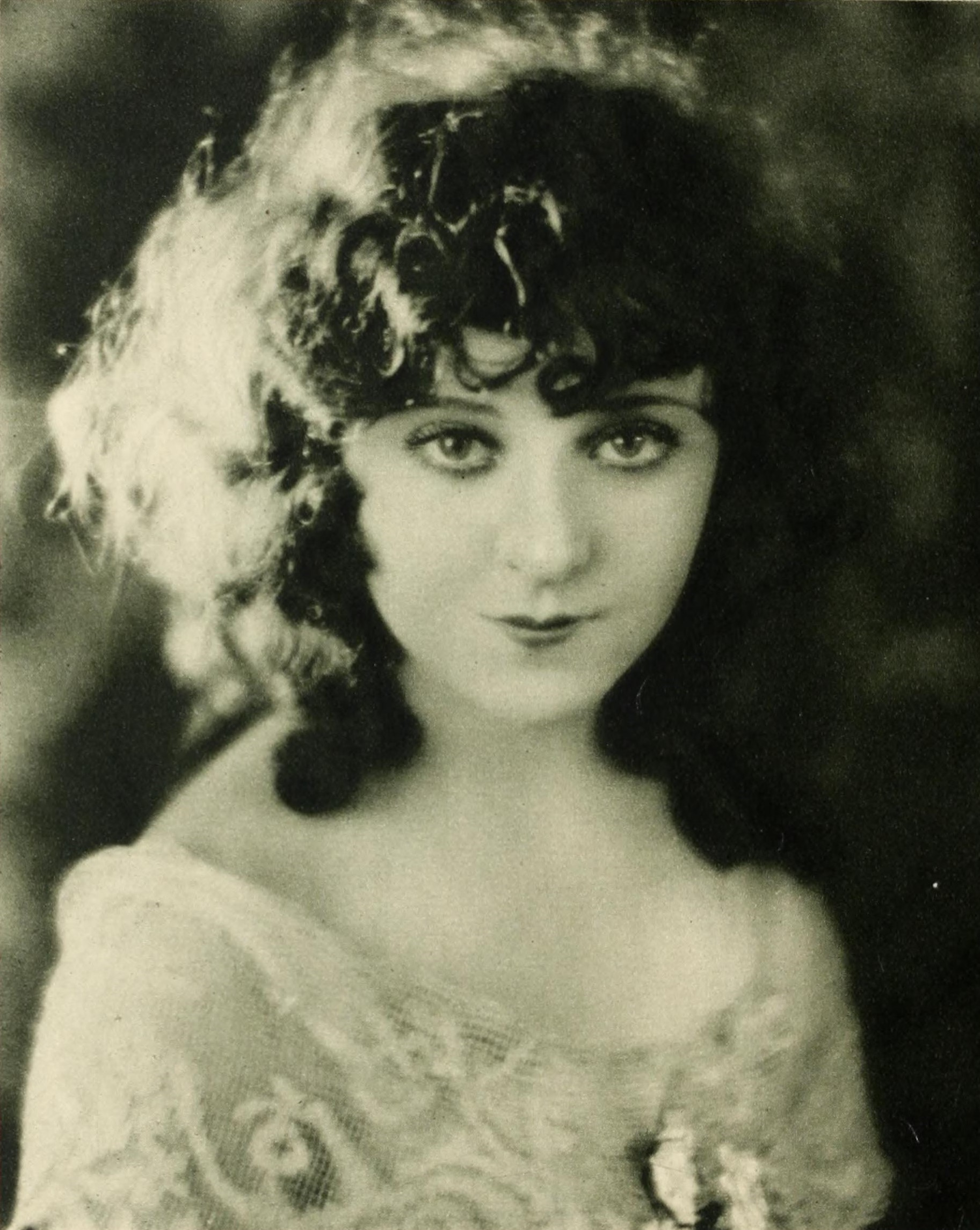

조비너 랄스톤(Jobyna Ralston, 1899년 11월 21일 ~ 1967년 1월 22일)는 미국의 배우, 연극 배우, 영화배우이다.
우들랜드힐스에서 사망하였다. 사인은 폐렴이다.

## 영화
- 키드 브라더 (1927년) - 매리 파워스 역
- 날개 (1927년) - 실비아 루이스 역
- 신입생 (1925년)
- 걸 샤이 (1924년)
- 웬 걱정? (1923년)